# Rondón (ort)
Rondón är en ort i Colombia.   Den ligger i departementet Boyacá, i den centrala delen av landet, 130 km nordost om huvudstaden Bogotá. Rondón ligger 2 110 meter över havet och antalet invånare är 504.
Terrängen runt Rondón är varierad. Runt Rondón är det ganska glesbefolkat, med 47 invånare per kvadratkilometer. Närmaste större samhälle är Ramiriquí, 14,8 km väster om Rondón. I omgivningarna runt Rondón växer i huvudsak städsegrön lövskog.